# Winner Take All (film 1924)
Winner Take All è un film muto del 1924 diretto da W. S. Van Dyke. La sceneggiatura si basa sul romanzo Winner Take All di Larry Evans, pubblicato a New York nel 1920 circa.

## Trama
Licenziato dal suo caposquadra per aver fatto a botte, Perry Blair viene ingaggiato da Charles Dunham che vuole far di lui un pugile. Perry fa carriera, ma quando gli ordinano di truccare un incontro, rompe il contratto e ritorna a casa. Qualche tempo dopo, Dunham torna da lui, ingaggiandolo per un incontro che Perry vince, conquistando anche l'amore di Cecil, la ragazza che ama e che lo aveva creduto un codardo.

## Produzione
Il film fu prodotto dalla Fox Film Corporation.

## Distribuzione
Il copyright del film, richiesto dalla Fox Film Corp., fu registrato il 5 ottobre 1924 con il numero LP20640.
Distribuito dalla Fox Film Corporation e presentato da William Fox, il film uscì nelle sale cinematografiche USA il 12 ottobre 1924. In Austria, dove fu distribuito nel 1925, prese il titolo Der Meisterboxer.
Non si conoscono copie ancora esistenti della pellicola che viene considerata presumibilmente perduta.